# Pronome indefinido
"Chamam-se indefinidos os pronomes que se aplicam a terceira pessoa gramatical, quando considerada de um modo vago e indeterminado".
Pronomes indefinidos variáveis: algum, nenhum, todo, outro, certo, bastante, qualquer, quanto, qual, vários, muito, etc.
Pronomes indefinidos invariáveis: alguém, ninguém, tudo, nada, algo, cada, quem, que, etc.

## Locuções
Têm valor de pronome indefinido: cada um, cada qual, quem quer que, todo aquele que, seja quem for, seja qual for, qualquer um, etc. 